# وزير الاتصالات
وزير الاتصالات  (أحياناً يُسمى وزير الاعلام والاتصالات) وزير مكلَّف في الحكومة يكون عضواً في مجلس الوزراء. وهو مسؤول عن شبكات الاتصال والاعلام في بلد ما.